# Braies
Braies (IPA:/ˈbrajes/, Prags in tedesco IPA:[ˈpraks]) è un comune italiano di 687 abitanti della provincia autonoma di Bolzano, in Trentino-Alto Adige, situato in Val Pusteria.

## Geografia fisica

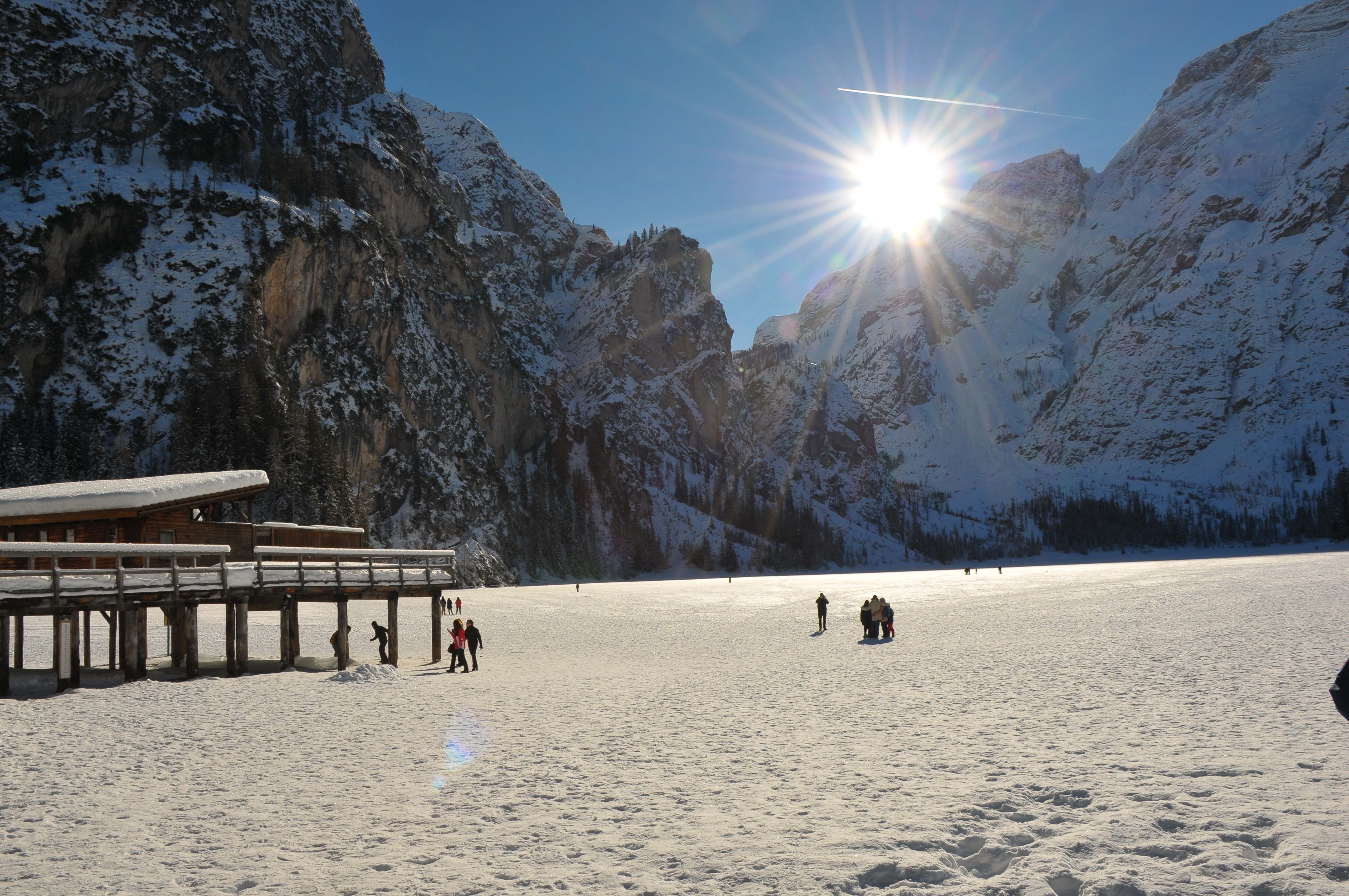
Il lago di Braies in inverno

Il paese di Braies è famoso anche per il lago di Braies che si trova nell'omonima valle.
Al territorio comunale appartiene parte del Parco naturale Fanes - Sennes - Braies.

## Origini del nome
Il nome è omofono di Bragas e forse può risalire a barga, con valore semantico di capanna. Il toponimo è attestato per la prima volta tra il 965 e il 973 come Pragas, tra il 1085 e il 1097 come Prages e nel 1298 come Prags e sembra essere di origine preromana, forse connesso al termine celtico bracu ("palude") o a barga ("capanna").

## Storia

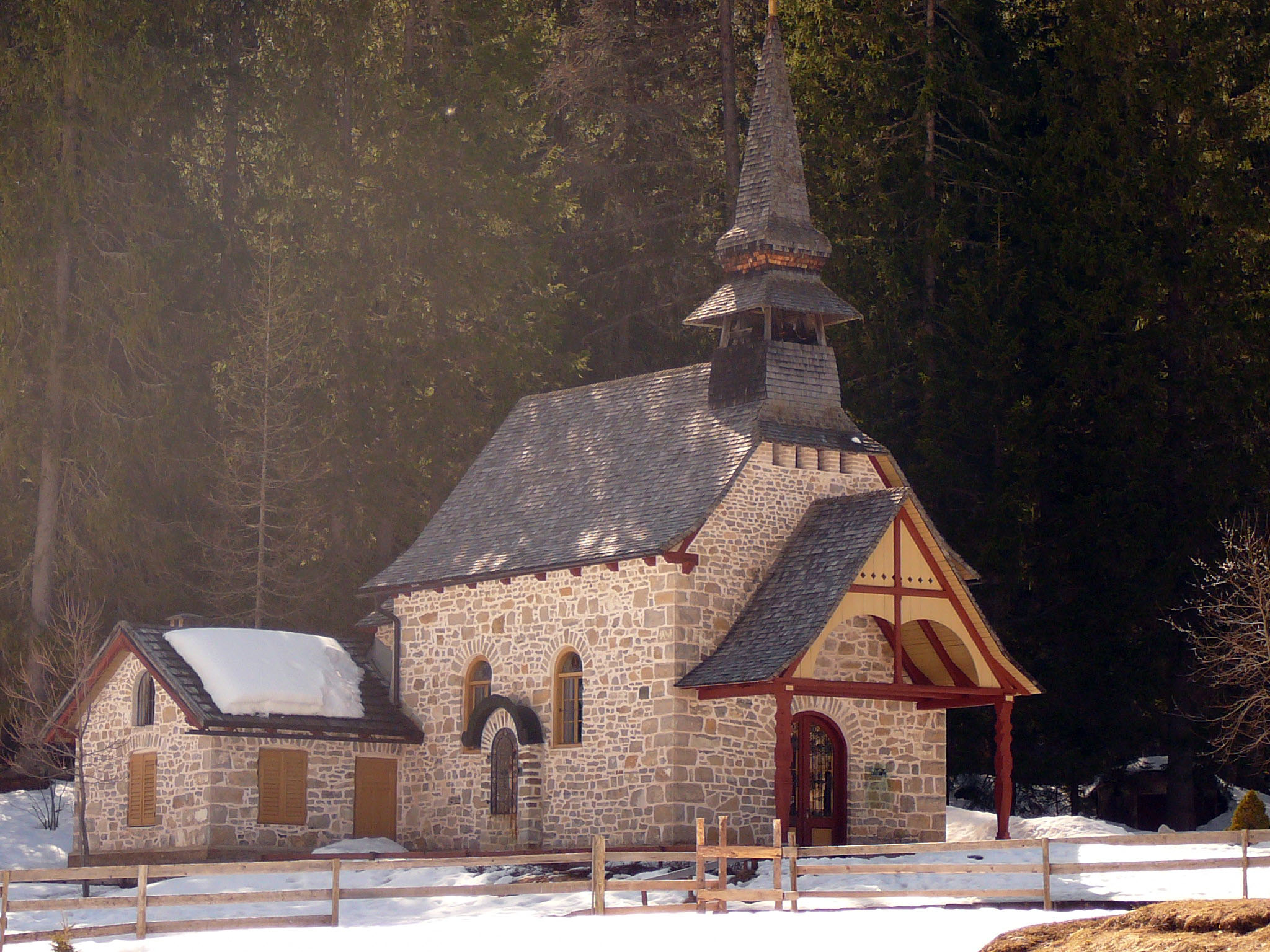
La Marienkapelle presso il lago di Braies

Braies era popolata già durante la preistoria, come testimoniano alcuni ritrovamenti, e nel periodo medievale vi esercitarono la loro giurisdizione i conti del Tirolo. Il lago di Braies, in quel periodo, rientrava invece nella zona controllata dal principato vescovile di Bressanone. Durante il Rinascimento le sue sorgenti termali la resero molto frequentata, come testimonia il soggiorno, nel 1491, della contessa Paola Gonzaga, moglie del conte di Gorizia e del conte del Tirolo e duca di Carinzia Leonardo. 
Tra i monumenti più significativi custoditi dal comune vanno annoverati: la parrocchiale di San Vito, risalente al XIV secolo e rimaneggiata nel corso del XVII secolo; la chiesa del Cristo della Passione, edificata intorno al 1720; l'Hotel “Pragser Wildsee”, sulle rive dell'omonimo lago di Braies, edificato tra il 1897 e il 1899 dal noto architetto viennese Otto Schmid.
Risale ancora al XVIII secolo la tradizione del cosiddetto Nikolausspiel, una rappresentazione sacra attorno alla vita di San Nicolò, tipica della cultura religiosa popolare delle Alpi. Anche per la valle di Braies, come molte valli di confine, questa è stata oggetto di fortificazioni durante il periodo fascista. Queste opere fortificate fanno parte del Vallo Alpino in Alto Adige e precisamente dello sbarramento di Braies.
Nel paese di Braies, sull'omonimo lago di Braies, si trova l'albergo “Pragser Wildsee”, con lo stesso nome del lago in tedesco, dove furono detenuti fino al 30 aprile 1945 prigionieri di spicco, tra cui Martin Niemöller, Léon Blum e Kurt von Schuschnigg, oltre a gruppi familiari, in prossimità del 20 luglio 1944, i quali secondo il comando di Adolf Hitler sarebbero dovuti essere uccisi, ma poco prima su richiesta del comandante della Wehrmacht Wichard von Alvensleben, erano stati liberati a Villabassa in alta Val Pusteria dalla custodia delle SS, che li teneva in arresto.
Il 4 maggio 1945, l'esercito americano ha raggiunto il posto e ha portato i prigionieri liberati dalla detenzione di Braies a Capri, dove sono stati controllati per il loro passato politico.

### Simboli
Lo stemma è stato adottato il 7 novembre 1968 e si riferisce alla leggenda che narra di un maestoso cervo che viveva nei boschi di Braies Vecchia. Braccato dai cacciatori e ferito in varie occasioni, spariva ogni volta nel folto della foresta per ricomparire dopo poco tempo più in forma che mai. Un giorno un cacciatore riuscì a seguirlo e lo vide abbeverarsi a una limpida fonte: si scoprì così che quell'acqua aveva un potere curativo e venne chiamata "Sorgente del Cervo".

## Monumenti e luoghi d'interesse

### Architetture religiose
- Chiesa di San Vito, nella frazione omonima.

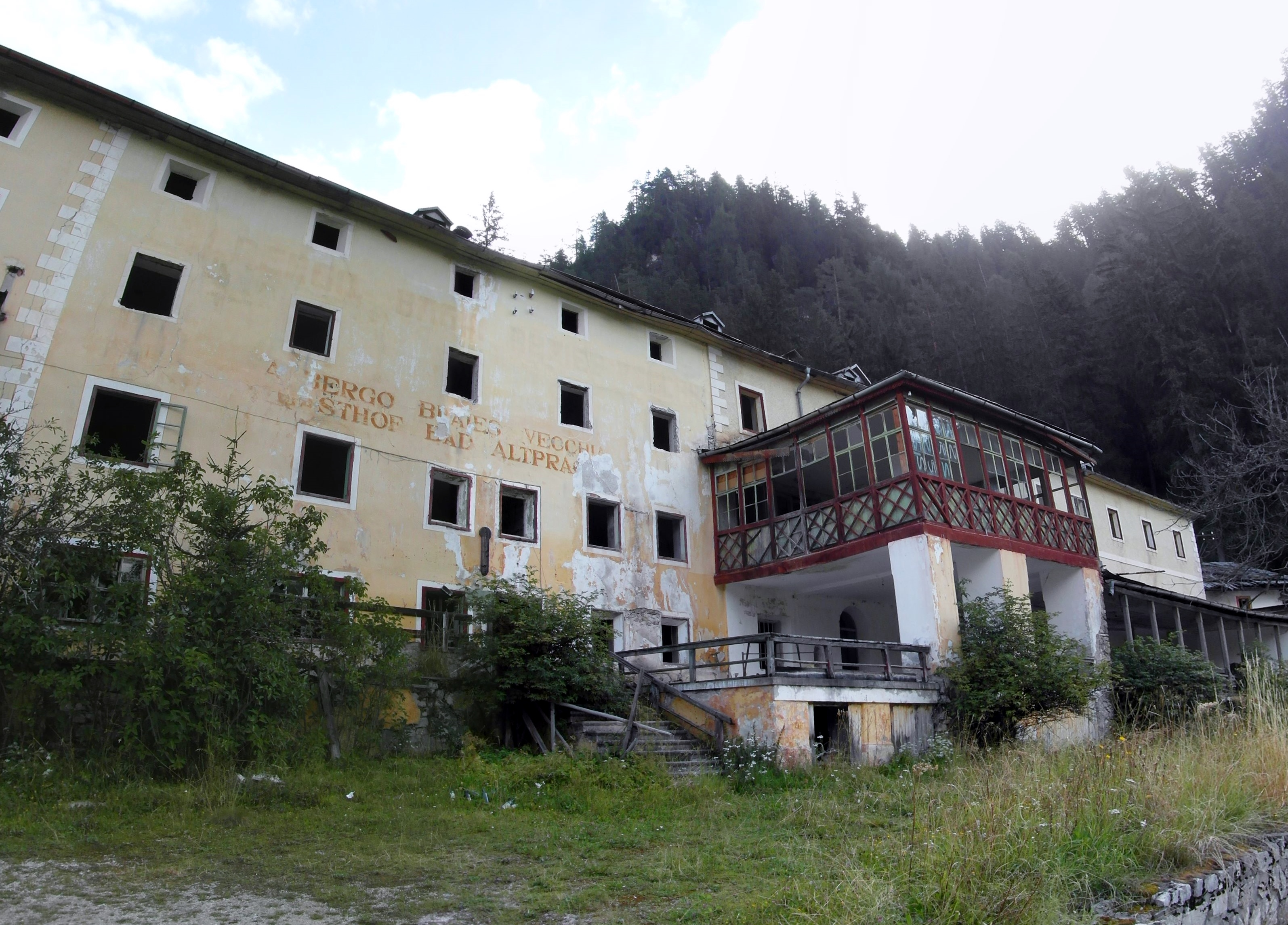
I bagni di Braies Vecchia

### Architetture civili
- Bagni di Braies Vecchia. Svoltando a destra all'incrocio per il lago di Braies, dopo circa due chilometri si trova il bivio per Braies Vecchia, dove si trovano i Bagni di Braies Vecchia (Bad Altprags, 1379 m), oggi chiusi sebbene intatti nella loro struttura architettonica monumentale. Vantano una storia antica, infatti sono stati citati sin dal XV secolo. Il bagno termale di Braies Vecchia con le sue sorgenti sulfuree dovrebbe essere stato frequentato già dal 1490. I bagni hanno una sorgente d'acqua, la Hirschbrunn (letteralmente "sorgente del cervo"), dalla cui leggenda è derivato lo stemma del paese[14]. Inoltre esistevano altre sorgenti: Augen (per occhi) e la sorgente potabile. In questa località si possono ancora trovare alcuni grandi casermoni, molto fatiscenti. Inoltre si possono trovare una chiesetta, e alcune piste da sci.

## Società

### Ripartizione linguistica
La sua popolazione è pressoché totalmente di madrelingua tedesca:
| %      | Ripartizione linguistica (gruppi principali) |
| ------ | -------------------------------------------- |
| 96,75% | madrelingua tedesca                          |
| 3,10%  | madrelingua italiana                         |
| 0,15%  | madrelingua ladina                           |

### Evoluzione demografica
Abitanti censiti

### Etnie e minoranze straniere
Secondo i dati ISTAT al 31 dicembre 2015 la popolazione straniera residente era di 16 persone.

## Geografia antropica

### Frazioni

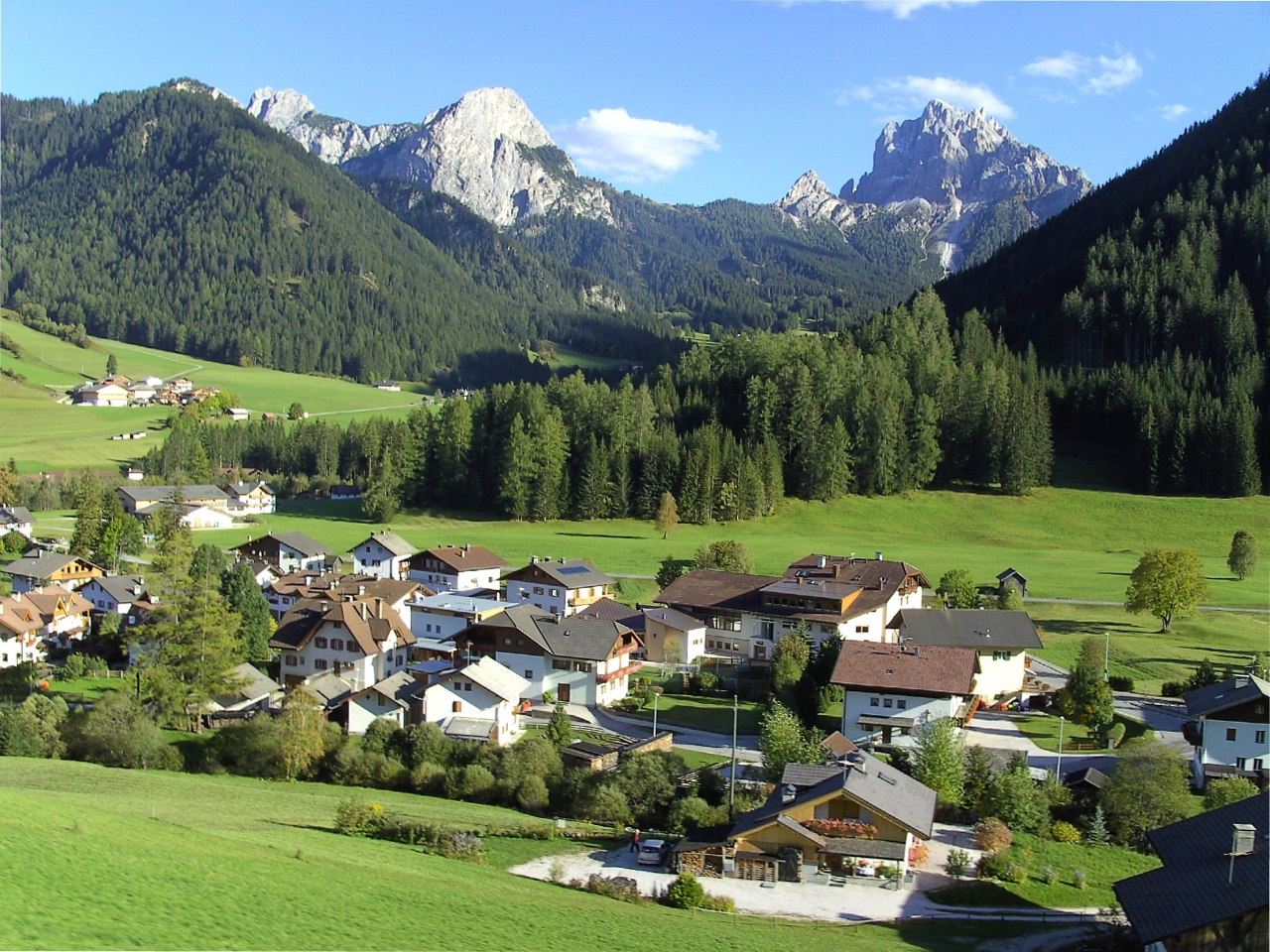
La frazione di Ferrara

All'interno del territorio comunale di Braies si trovano le seguenti frazioni: Braies di Dentro (Innerprags), Braies di Fuori (Außerprags), San Vito (St. Veit), Ferrara (Schmieden).
La località principale del comune, cioè la frazione Ferrara (in ted. Schmieden), prende il suo nome dalla forgiatura delle falci, di cui il paese era un esempio vivente.

## Amministrazione
| Periodo | Periodo   | Primo cittadino      | Partito | Carica  | Note   |
| ------- | --------- | -------------------- | ------- | ------- | ------ |
| 2005    | 2015      | Alfred Mutschlechner | SVP     | Sindaco | [ 18 ] |
| 2015    | 2020      | Friedrich Mittermair | SVP     | Sindaco | [ 18 ] |
| 2020    | in carica | Friedrich Mittermair | SVP     | Sindaco | [ 18 ] |